# Rock the Boat (Aaliyah)
Rock the Boat è un singolo della cantante statunitense Aaliyah, pubblicato il 21 agosto 2001 come secondo estratto dal terzo album in studio omonimo.
Il singolo è stato nominato a vari premi, tra cui ai Grammy Award e agli MTV Video Music Awards. Il video della canzone è tristemente famoso perché legato alla morte prematura della cantante, la quale è deceduta in un incidente aereo subito dopo aver ultimato le riprese del videoclip.

## Descrizione

### Composizione e testo
Il brano segna una svolta decisiva nella carriera della cantante, che decide di non affidarsi più ai ritmi sincopati e ormai ben noti di Timbaland ma a quelli più eterei del team Keybeats, formato da Eric Seats e Rapture Stewart. La canzone è caratterizzata da un beat delicato e deciso al tempo stesso, costituito da sonorità che sembrano rincorrersi gentilmente una dietro l'altra, grazie all'aiuto degli effetti del sintetizzatore. Il groove arioso del pezzo si scontra e segue al tempo stesso la voce della cantante, accompagnata per tutto il pezzo, anche durante le strofe e il ponte, dalle voci di sottofondo.
Il testo della canzone è palesemente erotico, ma senza fare nessun tipo di allusione esplicita: la cantante detta al proprio amante dei comandi sessuali, paragonando il rapporto sessuale alla guida di una barca. Nel ritornello Aaliyah chiede di "far dondolare la barca" ("rock the boat" appunto) di cambiare posizioni, di spingere nel mezzo e di vogare per lei.
L'artista confida al suo partner che la fa fluttuare e che in una ipotetica giuria egli avrebbe il suo voto. Le metafore continuano, con il bisogno di tirare la corda per non uscire dalla rotta, e il consiglio di Aaliyah di costeggiare, senza affrettarsi o rallentare troppo. La cantante chiede all'amante di esplorare il suo corpo come non ha mai fatto prima d'ora, finché non riesca a trovare una spiaggia sulla quale attraccare.

## Video musicale
Il videoclip di Rock The Boat è stato diretto da Hype Williams e girato tra Miami e le Bahamas dal 22 al 25 agosto 2001. La coreografia del video è stata curata da Fatima Robinson, come per tutti i precedenti video della cantante; la coreografa ha preso ispirazione da danze di varie culture, da quelle africane a quelle del Pacifico. Aaliyah nel video è protagonista di varie scene, tutte di ambientazione marina ed estiva. La scena principale che si protrae dall'inizio alla fine la vede eseguire il brano su una spiaggia, vestita con un lungo pareo colorato e un morbido top rosso; la cantante in questa scena indossa anche grandi cerchi alle orecchie e sfoggia una capigliatura ondulata e un trucco più neutro rispetto alle altre scene.
La prima sequenza coreografica vede la cantante ballare insieme a una folta schiera di ballerine su un catamarano bianco; le ragazze sono interamente vestite di bianco ed eseguono una coreografia molto sensuale che prevede anche dei delicati approcci tra loro. La seconda coreografia è la scena che è stata girata per prima, a Miami e grazie al green screen: infatti in questa sequenza Aaliyah e il corpo di ballo danzano su uno sfondo di onde marine; qui il look della cantante è molto diverso, e prevede scarpe da tennis bianche, jeans a pinocchietto sfumati e un top bianco; i capelli sono perfettamente lisci e l'artista oltre ad indossare lenti a contatto azzurre ha anche un gioiello a goccia sotto gli occhi e rossetto di colore rosa. In un'altra scena Aaliyah, con un lungo abito da sera nero e un trucco arancio su tutti gli occhi che comprende anche brillanti rossi, è immersa sott' acqua: questa è stata la scena più difficile da girare, pur essendo stata girata in una piscina, a causa delle difficoltà che la cantante aveva a restare molto tempo sott'acqua. Nella quinta e ultima scena la cantante ha capelli ricci, rossetto scarlatto e vari accessori di colore rosso, dal cappello alla calzamaglia, indossata sotto lembi strappati di jeans. Dall'inizio alla fine del video la luce solare cambia, passando dall'alba, al pieno giorno, fino al tramonto.
Il video è stato presentato in anteprima mondiale su BET Access Granted il 9 ottobre 2001, che mostra anche mezz'ora di retroscena di come è stato girato. Rock The Boat è entrato nella Hall Of Fame del programma 106 & Park, con 65 giorni spesi in classifica e si è guadagnato la seconda posizione nella classifica dei 100 video del 2001 di BET.

### Incidente
Sabato 25 agosto 2001, alle ore 18:49, terminate le riprese del videoclip alle Bahamas, Aaliyah e sette membri del suo staff salgono a bordo di un Cessna 402B (N8097W), guidato da Luis Morales III. Diretto verso l'Aeroporto di Opa-locka vicino a Miami, l'aereo si è schiantato poco dopo il decollo, uccidendo tutti i passeggeri a bordo. Le scene del backstage mostrate da Access Granted rappresentano dunque un importante documento per i fan della cantante, visto che mostrano i suoi ultimi giorni di vita.
Il regista Hype Williams ha dichiarato che quei 4 giorni passati con Aaliyah sono stati tra i più memorabili della sua vita: "quei 4 giorni sono stati davvero bellissimi per tutti. Abbiamo lavorato tutti insieme come una famiglia" ha detto il regista in un'intervista il lunedì successivo all'incidente aereo. "L'ultimo giorno, sabato, è stato uno dei migliori che abbia mai passato nella mia carriera. Ognuno si sentiva parte di qualcosa di speciale, parte della sua canzone".
Nonostante fosse il primo video che giravano insieme, Aaliyah e Williams erano amici da oltre 6 anni. Tra le vittime dell'incidente c'erano molti membri dello staff personale della cantante, ta cui il truccatore Eric Foreman, il parrucchiere Christopher Maldonado, la guardia del corpo Scotty Gallin, il dirigente della Blackground Records Gina Smith e il direttore della sezione della Virgin dedicata alla produzione video Douglas Kratz. Il produttore di BET Kevin Taylor ha dichiarato che è stato duro montare le immagini del backstage per lo show, soprattutto le scene in cui Aaliyah scherza con Eric Foreman e Christopher Maldonado durante le pause lavoro. "Erano persone divertentissime" ha detto Taylor. "Non ho mai conosciuto un gruppo di persone più simpatiche".
Una delle cause dell'incidente aereo sarebbe stato anche il troppo peso a bordo, costituito dall'intero equipaggiamento tecnico che la troupe si volle portare appresso anziché inviarla separatamente. Ciò avrebbe portato il peso oltre la tolleranza massima dell'aereo, oltre a spostarne irrimediabilmente il baricentro.

## Accoglienza

### Critica
Rock The Boat è stato accolto molto positivamente dalla critica: Ernest Hardy del Rolling Stone l'ha definito il clou dell'album Aaliyah, il suo punto più alto, "un capolavoro di sfrenata salacità", una traccia che è "sesso, puro e semplice" e che mostra come la giovane cantante stesse diventando una donna.
Sal Cinquemani di Slant ha affermato che "sebbene ricordi le drammatizzazioni sessuali di Janet, [la canzone] è più vicina a Marvin Gaye che a Jackson".

## Successo commerciale
Il singolo è il decimo di Aaliyah ad essere entrato nella Billboard Hot 100. Spinta dalla notizia della morte della cantante e dal notevole passaggio radiofonico, la canzone ha debuttato nella Billboard Hot 100 al numero 57 l'8 settembre 2001. Durante la sua terza settimana di presenza la canzone era già entrata in top40 al numero 28 e durante la sua decima settimana è entrata finalmente in top20, per arrivare fino alla posizione numero 14 il 24 novembre. Il brano ha speso molte settimane nella top20 statunitense tra novembre 2001 e febbraio 2002.
Nella classifica R&B è stato il secondo pezzo di Aaliyah ad arrivare alla seconda posizione dopo At Your Best (You Are Love) del 1994. Se negli USA questo è il singolo di maggior successo tratto da Aaliyah, nella maggior parte delle classifiche degli altri paesi dove è entrato invece non è riuscito a superare il successo di More Than a Woman.
Nel Regno Unito il singolo è stato pubblicato nel maggio 2002, ed è il settimo singolo della cantante ad essere entrato in top20, arrivando alla posizione numero 12. Nei Paesi Bassi ha fatto ancora di meglio, arrivando al numero 9 e diventando così la terza top10 hit della cantante nelle classifiche olandesi.

## Riconoscimenti
La canzone è indubbiamente una delle più premiate in assoluto di Aaliyah.
Nel 2002 è stata nominata ai Grammy Awards per la Miglior interpretazione R&B e ai VMA's per il Video dell'anno. Ai Soul Train Music Award ha vinto come "Female R&B/Soul Single" e ai Soul Train Lady of Soul Awards, dedicati esclusivamente alle artiste donne, ha vinto in due categorie: "Best R&B/Soul Solo Single" e "Best R&B/Soul or Rap Song of the Year". Ai BET Awards del 2002 il video del brano è stato nominato come Video dell'anno e ha ricevuto una nomination per la miglior coreografia agli American Choreography Awards insieme a More Than A Woman.
La rivista Billboard ha inserito il brano nella sua lista delle "100 canzoni R&B/Hip-Hop di maggior successo del decennio 2000-2009", alla posizione numero 34. Aaliyah è presente nella stessa classifica anche alla posizione 59 con Miss You.

## Classifiche
| Classifica (2001/2002)                 | Posizione |
| -------------------------------------- | --------- |
| Australia                              | 49        |
| Belgio (Fiandre)                       | 43        |
| Belgio (Vallonia)                      | 9         |
| Paesi Bassi                            | 9         |
| Germania                               | 70        |
| Svizzera                               | 59        |
| Regno Unito                            | 12        |
| U.S. Billboard Hot 100                 | 14        |
| U.S. Billboard Hot 100 Airplay         | 13        |
| U.S. Billboard Hot R&B/Hip-Hop Songs   | 2         |
| U.S. Billboard Hot R&B/Hip-Hop Airplay | 2         |
| U.S. Billboard Top 40 Tracks           | 37        |
| U.S. Billboard Rhythmic Top 40         | 13        |

## Tributi e campionamenti
La canzone è stata oggetto di vari tributi e campionamenti da parte di altri artisti. Primi fra tutti gli Outkast, che già alla fine del 2001 hanno citato il brano nel loro singolo The Whole World dicendo:
"Mami, I'm coming, I hope u get off/ or rock your own boat like Aaliyah than talk/ back, back and forth, forth",
facendo riferimento anche al primo singolo della cantante, Back & Forth.
La cantante Kilye Dean ha invece inciso un'intera canzone prodotta da Timbaland che vuole essere un tributo a Rock the Boat: il ritornello di questo brano intitolato Make Me a Song infatti dice
"Can you give a song like Rock the Boat, Rock the Boat, Rock the Boat?/ Can you give me a song that you and Missy wrote, Missy wrote, Missy wrote?",
con cui la cantante chiede a Timbaland di produrle un pezzo favoloso come Rock the Boat, con l'aiuto di Missy Elliott.
Un'altra canzone che utilizza ampiamente Rock the Boat è Na, Na, Na del gruppo R&B 112. Questo pezzo riprende totalmente il ritornello del singolo di Aaliyah per crearne uno proprio, in cui "rock the boat" diventa "rock that ass" (scuoti il culo) e "work the middle" diventa "work your body" (muovi il corpo).
Il rapper Rick Ross ha campionato la canzone per il brano She Crazy, inserito nel mixtape del 2010 Ashes & Ashes. Il brano del rapper presenta anche la partecipazione del cantante Ne-Yo.
L'artista R&B The Weeknd nel 2011 ha utilizzato un campionamento del brano nella composizione di What You Need, una traccia presente nel suo primo mixtape, House of Balloons.

## Tracce
CD 1
1. Rock The Boat
2. Rock The Boat (Club Mix By Mixzo)
3. Rock The Boat (Club Mix By Doug Lazy)
4. Rock The Boat (Video)

CD 2
1. Rock The Boat (Album Version)
2. Rock The Boat (Instrumental)